# Oregon (Town, Wisconsin)
Die Town of Oregon ist eine von 34 Towns im Dane County im US-amerikanischen Bundesstaat Wisconsin. Im Jahr 2010 hatte die Town of Oregon 3184 Einwohner.
Town hat in Wisconsin eine grundlegend andere Bedeutung, als im übrigen englischsprachigen Bereich. Vielmehr entspricht sie den in den anderen US-Bundesstaaten üblichen Townships, die nach dem County die nächstkleinere Verwaltungseinheit bilden.
Das Gebiet der Town of Oregon ist Bestandteil der Metropolregion Madison.

## Geografie
Die Town of Oregon liegt im Süden Wisconsins. Der am Mississippi gelegene Schnittpunkt der drei Bundesstaaten Wisconsin, Iowa und Minnesota liegt rund 200 km nordnordwestlich; nach Illinois sind es rund 45 km in südlicher Richtung.
Die geografischen Koordinaten des Zentrums der Town of Oregon sind 42°54′02″ nördlicher Breite und 89°25′45″ westlicher Länge. Sie erstreckt sich über eine Fläche von 83,6 km².
Die Town of Oregon liegt im Süden des Dane County und grenzt an folgende Nachbartowns:
| Town of Verona                | City of Fitchburg                           | Village of Oregon   |
| Town of Montrose              | Kompassrose, die auf Nachbargemeinden zeigt | Town of Rutland     |
| Town of Exeter (Green County) | Town of Brooklyn (Green County)             | Village of Brooklyn |

## Verkehr
Durch die Town führen die County Highways A, D und CC. Alle weiteren Straßen sind untergeordnete Landstraßen sowie teils unbefestigte Fahrwege.
Der nächste Flughafen ist der Dane County Regional Airport in Wisconsins Hauptstadt Madison (rund 30 km nördlich).

## Bevölkerung
Nach der Volkszählung im Jahr 2010 lebten in der Town of Oregon 3184 Menschen in 1160 Haushalten. Die Bevölkerungsdichte betrug 38,1 Einwohner pro Quadratkilometer. In den 1160 Haushalten lebten statistisch je 2,74 Personen.
Ethnisch betrachtet setzte sich die Bevölkerung zusammen aus 97,8 Prozent Weißen, 0,4 Prozent Afroamerikanern, 0,2 Prozent amerikanischen Ureinwohnern, 0,4 Prozent Asiaten, 0,1 Prozent Polynesiern sowie 0,2 Prozent aus anderen ethnischen Gruppen; 1,0 Prozent stammten von zwei oder mehr Ethnien ab. Unabhängig von der ethnischen Zugehörigkeit waren 1,5 Prozent der Bevölkerung spanischer oder lateinamerikanischer Abstammung.
24,5 Prozent der Bevölkerung waren unter 18 Jahre alt, 65,3 Prozent waren zwischen 18 und 64 und 10,2 Prozent waren 65 Jahre oder älter. 50,0 Prozent der Bevölkerung war weiblich.
Das mittlere jährliche Einkommen eines Haushalts lag bei 101.875 USD. Das Pro-Kopf-Einkommen betrug 40.666 USD. 5,7 Prozent der Einwohner lebten unterhalb der Armutsgrenze.

## Ortschaften in der Town of Oregon
Neben Streubesiedlung existieren in der Town of Oregon keine weiteren Siedlungen.